# Zofia Staros
Zofia Staros (ur. 28 marca 1920 w Wólce Dworskiej, zm. 3 września 2005) – polska spółdzielca, działaczka młodzieżowa i polityk komunistyczna, poseł na Sejm PRL I kadencji.

## Życiorys
Córka Franciszka i Marianny. W latach 1945–1946 pracowała jako robotnica w Miejskich Zakładach Komunikacyjnych w Gdańsku, po czym do 1947 była instruktorem zarządu wojewódzkiego Związku Walki Młodych w Warszawie. Przewodnicząca ZW ZWM w Olsztynie (1947–1948) i zarządu wojewódzkiego Związku Młodzieży Polskiej w Olsztynie (1948–1949). Od 1948 do 1949 członek Rady Naczelnej ZMP. Sprawowałą funkcję wiceprezesa Centralnego Związku Spółdzielczości Mleczarskiej w latach 1965–1973, a następnie wiceprezesa Centralnego Związku Kółek Rolniczych do 1980.
W 1944 wstąpiła do Polskiej Partii Robotniczej, a następnie do Polskiej Zjednoczonej Partii Robotniczej. W latach 1949–1951 słuchaczka w Szkole Partyjnej przy KC PZPR. W 1952 uzyskała mandat posła na Sejm PRL w okręgu Inowrocław. W parlamencie pełniła funkcję zastępcy przewodniczącego Komisji Rolnictwa, a ponadto zasiadała w Komisji Obrotu Towarowego. W PZPR pełnił funkcję kierownika wydziału rolnego komitetu wojewódzkiego w Bydgoszczy (1951–1952) i sekretarza KW (1952–1953). W Komitecie Centralnym PZPR pracowała jako zastępca kierownika wydziału rolnego (1953–1965) oraz jako członek centralnej komisji kontroli partyjnej (1964–1968). Delegatka na I, II, III i IV zjazd partii.

## Odznaczenia
- Odznaka „Zasłużony Działacz Ruchu Spółdzielczego” (1959)[2]